# Позитивно право
Позитивното право са действащите нормативни актове, приети от и за държавата по силата на волята на законодателя, в отличие от естественото право.
Основен източник на позитивното право е нормативният акт. Той е формален документ. Правният нормативен акт се създава като правило от законодателната власт, а подзаконовият нормативен акт – от изпълнителната и местната власт. Конституцията е основен закон.
Позитивното право е правен термин под формата на конструкция обозначаваща „приетия писмен регламент на държавата, създаден със закон или по силата на изричното овластяване от закона за подзаконовите нормативни актове“. Подзаконовият нормативен акт е акт по прилагане на закона и може да урежда само материята, за която е предвидено той да бъде издаден.
Позитивното право е функция, резултат от законодателния процес.